# Одна жизнь
«Одна жизнь» (англ. One Life) — художественный фильм режиссёра Джеймса Хоуза. Главную роль, британского гуманиста Николаса Уинтона, исполнил Энтони Хопкинс. В основе сценария книга Барбары Уинтон «Если это не невозможно… Жизнь сэра Николаса Уинтона».
Мировая премьера фильма состоялась на Международном кинофестивале в Торонто.

## Сюжет
Перед началом Второй мировой войны, во время краткого визита в Чехословакию Николас Уинтон помог составить список еврейских детей, нуждающихся в спасении, а вернувшись в Британию, работал над выполнением юридических требований по доставке детей в Британию и поиску для них семей. Операция позже стала известна как «Чешский киндертранспорт».

## В ролях
- Энтони Хопкинс — Николас Уинтон
  - Джонни Флинн — Николас Уинтон в молодости
- Хелена Бонем Картер — Барбара Уинтон
- Лена Олин — Грета Уинтон
- Джонатан Прайс — Мартин Блейк
  - Зигги Хит — Мартин Блейк в молодости
- Ромола Гарай — Дорин Уоринер
- Алекс Шарп — Тревор Чедвик
- Саманта Спиро — Эстер Ранцен
- Тим Стид — Бернард

## Производство и премьера
В сентябре 2020 года стало известно, что Энтони Хопкинс и Джонни Флинн получили роли в биографическом фильме о Николасе Уинтоне под названием «Одна жизнь». Режиссёром фильма выступит Эшлинг Уолш. Сценаристами фильма стали Люсинда Коксон и Ник Дрейк, продюсерами — кинокомпании See-Saw Films и BBC Films, исполнительными продюсерами — Роуз Гарнетт и Саймон Гиллис, продюсерами — Иэн Каннинг, Эмиль Шерман и Джоанна Лори. Кинокомпании FilmNation Entertainment и Cross City Films должны заниматься международным прокатом. В сентябре 2022 года стало известно, что Джеймс Хоуз станет режиссёром фильма, а Хелена Бонем Картер присоединилась к актёрскому составу в роли матери Уинтона, Барбары Уинтон. Также стало известно, что продюсером фильма стал Гай Хили, а сценарий основан на книге «Если это не невозможно… Жизнь сэра Николаса Уинтона», написанной его дочерью Барбарой Уинтон. Также было объявлено, что к актёрскому составу присоединились Джонатан Прайс, Ромола Гарай и Алекс Шарп. В сентябре 2022 года съёмки прошли в Лондоне, а затем производство было перенесено в Прагу.
Мировая премьера фильма состоялась на Международном кинофестивале в Торонто 9 сентября 2023 года. 12 октября 2023 года фильм будет показан на 67-м Лондонском кинофестивале в рамках гала-программы.

## Отзывы и оценки
На сайте Rotten Tomatoes фильм имеет рейтинг 90 % основанный на 51 отзыве, со средней оценкой 7.3/10.
Питер Брэдшоу в рецензии для The Guardian написал: «Нужно иметь каменное сердце, чтобы не быть тронутым этой необыкновенной правдивой историей». В другой рецензии для The Guardian Венди Иде дала фильму три звезды из пяти.
Робби Коллин из The Daily Telegraph поставил фильму четыре звезды из пяти. Дебора Росс из The Spectator высоко оценила темы, исполнение и посыл фильма. Кларисса Лаури из The Independent предложила более смешанную рецензию, но высоко оценила игру Хопкинса.
Мэтью Райз, чей отец был одним из детей, спасённых Уинтоном, написал для The Guardian, что фильм предал Уинтона. Никола Гиссинг, другой потомок спасённого ребёнка, в ответ выступила со статьёй в защиту фильма.